# Maja Savić
Maja Savić (født 20. april 1976 i Ivangrad, Montenegro, Jugoslavien) er en tidligere montenegrinsk håndboldspiller. Hun spillede sin sidste kamp for ŽRK Budućnost i 2012. Hun har tidligere spillet for Buducnost Podgorica, Slagelse DT, FCK Håndbold og Viborg HK. 
Før Montenegros selvstændighed spillede hun for Jugoslavien og Serbien og Montenegro. Under VM i 2001 vandt hun bronze med Serbien og Montenegro og kom på turneringen allstarhold. 